# Schizoglossum periglossoides
Schizoglossum periglossoides är en oleanderväxtart som beskrevs av Rudolf Schlechter. Schizoglossum periglossoides ingår i släktet Schizoglossum och familjen oleanderväxter. Inga underarter finns listade i Catalogue of Life.